# Orogenia (planta)
- Commons
- Wikispecies

Orogenia é um género botânico pertencente à família Apiaceae.

## Espécies
- Orogenia fusiformis
- Orogenia leibergii
- Orogenia linearifolia